# آد ورلد: مونشز آديزي
آد ورلد: مونشز آديزي (بالإنجليزية: Oddworld: Munch's Oddysee)، هي لعبة فيديو من نوع منصات، نشرها شركة ويندوز لألعاب الفيديو عام 2001م.

## وصلات خارجية
- Official Oddworld: Munch's Oddysee website
- Oddworld: Munch's Oddysee على موبي غيمز
- Oddworld: Munch's Oddysee على موقع غيم فاكس